# جلادستون بيريرا
جلادستون بيريرا (بالبرتغالية: Gladstone‏) (29 يناير 1985 بفيلا فاليا في البرازيل - ) هو لاعب كرة قدم برازيلي في مركز الدفاع. شارك مع منتخب البرازيل تحت 20 سنة لكرة القدم. أما مع النوادي، فقد لعب مع جمعية بورتوغيزا الرياضية وسبورتينغ لشبونة ونادي أيه بي سي ونادي بالميراس ونادي جل فيسنتي ونادي غواراني ونادي فاسلوي ونادي كروزيرو وهيلاس فيرونا ويوفنتوس ونادي سي آر بي وإيتومبيارا سبورت ‏ وAssociação Desportiva Cabofriense ‏ ونادي ناوتيكو.

## وصلات خارجية
- جلادستون بيريرا على موقع الاتحاد الدولي (مؤرشف)  (الإنجليزية)
- جلادستون بيريرا على موقع قاعدة بيانات كرة القدم.إي يو (الإنجليزية)
- جلادستون بيريرا على موقع ليكيب (الفرنسية)
- جلادستون بيريرا على موقع Soccerway.com (الإنجليزية)
- جلادستون بيريرا على موقع عالم كرة القدم.نت (الإنجليزية)
- جلادستون بيريرا على موقع AS.com (الإسبانية)